# チャールズ・マーレー
チャールズ・マーレー（Charles Murray、1968年8月18日 - ）は、アメリカ合衆国の男性プロボクサー。ニューヨーク州ロチェスター出身。元IBF世界スーパーライト級王者。

## 来歴
1989年2月28日、プロデビューを果たし4回1分47秒TKO勝ちで白星でデビューを飾った。
1990年10月18日、USBA全米スーパーライト級王者ミッキー・ウォードと対戦し12回3-0(120-107、2者が119-109)の判定勝ちで王座獲得に成功した。
1991年1月13日、デビット・テイラーと対戦し12回3-0(2者が120-108、119-109)の判定勝ちで初防衛に成功した。
1991年5月12日、NABF北米スーパーライト級王者テレンス・アリと対戦し12回1-2(113-115、112-113、114-113)の判定負けで王座獲得に失敗した。
1993年5月15日、トランプ・タージマハルでロドニー・ムーアとパーネル・ウィテカーIBF世界スーパーライト級王座決定戦で対戦し12回3-0(115-113、118-110、116-112)の判定勝ちで王座獲得に成功した。
1993年7月24日、ファン・ラポータと対戦し(2者が118-110、120-107)の判定勝ちで初防衛に成功した。
1993年11月19日、コートニ・フーパーと対戦し5回終了時棄権で2度目の防衛に成功した。
1994年2月13日、ジェイク・ロドリゲスと対戦し12回0-2(113-115、114-114、112-116)の判定負けで3度目の防衛に失敗し王座から陥落した。
1995年10月10日、NABF北米スーパーライト級王者レジー・グリーンと対戦し2回2分24秒TKO勝ちで王座獲得に成功した。
1996年3月26日、元世界2階級制覇王者トニー・ロペスと対戦し12回3-0(116-111、115-111、120-106)の判定勝ちで初防衛に成功した。
1996年6月25日、ジェイク・ロドリゲスと再戦し7回1分50秒TKO勝ちで2度目の防衛に成功した。
1997年4月15日、レイ・オリベイラと対戦し12回0-3(111-117、112-117、112-115)の判定負けで3度目の防衛に失敗し王座から陥落した。
2004年7月28日、ダリエン・フォードと対戦し6回0-3(54-60、2者が55-59)の判定負けを最後に現役を引退した。

## 獲得タイトル
- USBA全米スーパーライト級王座
- 第10代IBF世界スーパーライト級王座(防衛2)
- NABF北米スーパーライト級王座